# Nery Santos Gómez
Nery Santos Gómez (Caracas, Venezuela, 1967) là một tác giả người Mỹ gốc Venezuela.

## Tiểu sử
Nery Santos Gómez sinh ra ở Venezuela vào ngày 21 tháng 8 năm 1967. Bà hiện có bằng về Quan hệ công nghiệp từ Đại học Công giáo Andrés Bello (1989) và bằng thạc sĩ về sáng tạo văn học từ Universidad del Sagrado Corazón ở San Juan, Puerto Rico (2016). Bà nổi bật chủ yếu là kết quả của những câu chuyện của bản thân.
Sách được xuất bản bao gồm Hilandera de tramas (2012), Lazareto de Afecciones (2018) và Al borde de la decencia (2018). Những câu chuyện khác đã được xuất bản trong các tuyển tập khác nhau trên phạm vi quốc tế. Gómez đã tham gia tuyển tập "Palenque", người chiến thắng Giải thưởng Văn học Câu lạc bộ Bút ký Puerto Rico 2014, với câu chuyện của cô: "Hacinamiento".
bà là một người vào chung kết, được xuất bản trong cuộc thi Bovarismos International Women Narrative Award 2014 tại Miami với câu chuyện của cô: "Desde mi balcón". Hơn nữa, bà là một trong những người chiến thắng trong cuộc thi truyện ngắn "Entre Libros" của Hội Nhà văn Puerto Rico vào tháng 5 năm 2016 và được xuất bản với câu chuyện của cô: "El mundo entero". Gómez là thành viên của Hội đồng quản trị của Hội Nhà văn Puerto Rico năm 2013 và 2014. Bà đã tham gia Dự án Viết Borrowen tại Đại học del Sagrado Corazón, nơi bà có được bằng "Tư vấn Viết lách. Bà hiện đang là thành viên chính thức. của Học viện Chữ và Triết học Colombia ở Bogotá, Colombia.
Cuốn sách gần đây nhất của Gómez, củ Lazareto de afecciones hiện đang giữ ba đề cử giải thưởng - Tuyển tập truyện ngắn hay nhất, sách viễn tưởng tiếng Latinh hay nhất và sách viễn tưởng phổ biến nhất - cho Giải thưởng sách Latino quốc tế, ILBA.

## Ấn phẩm

### Sách
- Hilandera de trama, 2012
- Lazareto de afecciones, 2018
- Al borde de la decencia, (đang được chỉnh sửa)

### Truyện
- Las maletas, 2012 (xuất bản tại Huellas a la mar: Tercera antología internacional de revista Literarte)
- Hacinamiento, 2013 (xuất bản tại Palenque: Antología puertorriqueña)
- Desordenadas palomitas de maíz, 2013 (xuất bản trên Karmasensual8)
- Desde mi balcón, 2014 (xuất bản trong Soñando en Vrindavan y otras historyias de ellas)
- El mundo entero, 2016 (xuất bản trong Entre libros)
- De mangos y teeses divinas, 2018 (xuất bản trong La antología divina)